# 岩手県立釜石工業高等学校
岩手県立釜石工業高等学校（いわてけんりつかまいしこうぎょうこうとうがっこう）は、岩手県釜石市に1939年（昭和14年）から2009年（平成21年）までかつて所在した公立の工業高等学校。
2009年（平成21年）4月に岩手県立釜石商業高等学校と統合し、岩手県立釜石商工高等学校が開校したことに伴い、閉校となった。通称釜工（かまこう）、釜石市内では工業（こうぎょう）。

## 設置学科
- 全日制課程 
  - 機械システム科
  - 電気電子科
  - 電子機械科

### 過去に存在した学科
- 電気科
- 土木科
- 造船科
- 機械科
- 電子科
- 工業化学科

## 所在地
- 〒026-0002 岩手県釜石市大平町3丁目2番1号

## 沿革
- 2009年 - 岩手県立釜石商業高等学校と統合し、岩手県立釜石商工高等学校が開校に伴い、閉校。

## 出身者
- 洞口孝治（ラグビー選手）
- 三浦健博（ラグビー選手）
- 金野新（ラグビー選手）